# Orchestre Métropolitain
L'Orchestre Métropolitain de Montréal, au Québec, fondé en 1981, est un orchestre de musique classique de réputation internationale. Il est dirigé depuis 2000 par le chef d'orchestre Yannick Nézet-Séguin.

## Les débuts
L’Orchestre Métropolitain (OM) prend un pari audacieux dès sa fondation en 1981 : celui de tisser un lien avec le public  afin de faire rayonner la musique symphonique. L'Orchestre Métropolitain est fondé par le regroupement d'instrumentistes issus des facultés et des conservatoires de musique du Québec. Après s'être appelé Orchestre Métropolitain du Grand Montréal de 1981 à 2008, l'Orchestre Métropolitain abrège officiellement son nom en 2009, à l'occasion du dévoilement de sa saison 2009/2010.

## La mission
L'Orchestre Métropolitain a pour mission de promouvoir la musique classique et les interprètes canadiens auprès d'un large public. Il donne chaque année une trentaine de concerts dans les arrondissements et les banlieues de Montréal, en plus de prestations au centre-ville, à la Place-des-Arts. Il invite régulièrement de jeunes solistes, chefs d'orchestre et compositeurs du Québec et du Canada à partager le fruit de leur travail.
Le volet éducatif de l'Orchestre Métropolitain offre plusieurs options au public. Entre autres, des cours d'initiation à la musique classique, des activités pédagogiques dans les écoles et des concerts jeunesse en matinée. Aussi, le programme « Jeunes mélomanes en devenir » permet aux élèves de tous les niveaux de découvrir les coulisses d'un orchestre et la richesse du répertoire classique par diverses activités. 
Depuis 2000, l'Orchestre Métropolitain évolue sous la direction artistique de Yannick Nézet-Séguin. Celui-ci est également le directeur artistique de l'Orchestre philharmonique de Rotterdam et l’Orchestre de Philadelphie, le principal chef invité de l'Orchestre philharmonique de Londres depuis 2008 et a été nommé prochain directeur musical du Metropolitan Opera de New York.

## Partenaires
Au fil des années, l'Orchestre Métropolitain s'est associé à des artistes tels Luciano Pavarotti, Michel Legrand, Mstislav Rostropovitch, Léo Ferré, Diane Dufresne, Pierre Lapointe et Jorane. Il compte de nombreux partenaires dans le milieu de la musique classique québécoise, notamment l'Opéra de Montréal, le Concours musical international de Montréal et le Festival de Lanaudière.
Parmi les intervenants qui ont permis à l'Orchestre Métropolitain de devenir une importante institution de la vie culturelle montréalaise, il y a notamment Hun Bang, Gilles Vigneault, Joseph Rouleau, Mario Duschenes, Raffi Armenian, Serge Garant, Pierre Péladeau et Jean-Pierre Goyer.
L’Orchestre Métropolitain bénéficie du financement public de Patrimoine canadien, du Conseil des Arts du Canada, du Conseil des arts et des lettres du Québec, du Conseil des arts de Montréal et de la ville de Montréal. Au quotidien par ailleurs, les dons individuels et corporatifs jouent un rôle crucial dans le financement de l'orchestre.

## Directeurs artistiques
- 1981-1986 : Marc Bélanger
- 1986-1995 : Agnès Grossmann
- 1995-2000 : Joseph Rescigno
- Depuis 2000 : Yannick Nézet-Séguin

## Enregistrements
- 1983 : Claude Vivier - Centrediscs
- 1984 : Camille Saint-Saëns : Le Carnaval des animaux - Radio-Canada
- 1986 : Chants traditionnels de Noël - Centrediscs
- 1988 : Orchestre Métropolitain - Centrediscs
- 1990 : Patrimoine musical du Canada français - Radio-Canada
- 1991 : Orchestre Métropolitain - Radio-Canada
- 1992 : Prokofiev - Radio-Canada
- 1997 : Beethoven : Symphonie Eroïca op. 55; Egmont op. 84 (Ouverture). Analekta
- 1998 : Felix Mendelssohn : Concerto pour violon - Analekta
- 1998 : Johannes Brahms : Concerto pour piano no 1 en ré mineur, op. 15; Concerto pour piano no 2 en si bémol majeur, op. 83; Trois Intermezzi, op. 117 - Analekta
- 1999 : Mozart : Airs pour soprano des Noces de Figaro, Exsultate, jubilate - Analekta
- 1999 : Moussorgski : Boris Godounov - Radio-Canada.
- 2000 : Joachim : Hommage à Otto Joachim - Radio-Canada.
- 2003 : Nino Rota : La Strada - Atma Classique
- 2004 : Gustav Mahler : Symphonie no 4 - Atma Classique.
- 2005 : Kurt Weill - Atma Classique
- 2005 : Brahms : Concertos pour piano et œuvres pour piano seul - Analekta
- 2005 : Orchestre Métropolitain 2 - Centrediscs
- 2005 : Denis Gougeon : À l'aventure ! - Centrediscs
- 2005 : Saint-Saëns : Symphonie no 3 - Atma Classique
- 2006 : Rota, Weill - Atma Classique
- 2007 : Lapointe : Pierre Lapointe en concert dans la Forêt des mal-aimés - Audiogram.
- 2007 : Anton Bruckner : Symphonie no 7 - Atma Classique.
- 2007 : Benjamin Britten, Claude Debussy, Pierre Mercure : La Mer - Atma Classique
- 2008 : Bruckner : Symphonie no 9 - Atma Classique.
- 2009 : Bruckner : Symphonie no 8 - Atma Classique.
- 2010 : Florent Schmitt : La Tragédie de Salomé, César Franck : Symphonie - Atma Classique